# Echinomitrion furcatum
Echinomitrion furcatum là một loài Rêu trong họ Metzgeriaceae. Loài này được (L.) Corda mô tả khoa học đầu tiên năm 1832.